# بومادران آبروتانویدس
 بومادران آبروتانویدس(نام علمی: Achillea abrotanoides) نام یک گونه از تیره کاسنیان است.